# Alcools
Alcools è una raccolta di poesie di Guillaume Apollinaire, pubblicata nel 1913. Le poesie ivi contenute sono state scritte dal poeta francese fra il 1898 e il 1913. Si trova al diciassettesimo posto fra i 100 libri del secolo scelti da Le Monde.

## Poesie
Si riportano qui le poesie nella disposizione data loro da Apollinaire. Per quanto riguarda i titoli e le dediche, sono tratti dall'edizione Gallimard del 1920 (ristampa 2011).
I titoli in grassetto si riferiscono a poesie singole o a suites di poesie. I nomi delle tre suites (Rhénanes, Fiançailles e À la Santé) non sono numerati. Caso a parte è La chanson du mal-aimée, lunga poesia all'interno della quale sono contenute altre brevi liriche, che non è possibile considerare come suite. Non sono in corsivo le poesie senza titolo - è stato pertanto riportato l'incipit.
|    | Poesia                                                      | Note |
| -- | ----------------------------------------------------------- | --- |
| 1  | Zone                                                        | |
| 2  | Pont Mirabeau                                               | |
| 3  | La chanson du mal-aimé                                      | Dedicata a Paul Léautaud |
| 4  | Aubade chantée à Laetare l'an passé                         | |
| 5  | Beaucoup de ces dieux...                                    | |
| 6  | Réponse des Cosaques Zaporogues au Sultan de Constantinople | |
| 7  | Voie lactée 1                                               | |
| 8  | Les sept épées                                              | |
| 9  | Voie lactée 2                                               | |
| 10 | Les colchiques                                              | |
| 11 | Palais                                                      | Dedicata a Max Jacob |
| 12 | Chantre                                                     | Costituita da un unico verso alessandrino                                                                                                 |
| 13 | Crépuscule                                                  | Dedicata a Marie Laurencin |
| 14 | Annie                                                       | |
| 15 | La maison des morts                                         | Dedicata a Maurice Raynal |
| 16 | Clotilde                                                    | |
| 17 | Cortège                                                     | Dedicata a Léon Bailby |
| 18 | Marzibill                                                   | |
| 19 | Le voyageur                                                 | Dedicata a Fernand Fleuret |
| 20 | Marie                                                       | |
| 21 | La blanche neige                                            | |
| 22 | Poème lu au mariage d'André Salmon                          | Poesia effettivamente letta al matrimonio dell'amico del poeta André Salmon, che ha avuto luogo il 13 luglio 1909                         |
| 23 | L'adieu                                                     | |
| 24 | Salomé                                                      | |
| 25 | La porte                                                    | |
| 26 | Merlin et la vieille femme                                  | |
| 27 | Saltimbanques                                               | Dedicata a Louis Dumur |
| 28 | Le larron                                                   | |
| 29 | Le vent nocturne                                            | |
| 30 | Lul de faltenin                                             | Dedicata a Louis de Gonzague-Frick |
| 31 | La tzigane                                                  | |
| 32 | L'ermite                                                    | Dedicata a Félix Fénéon |
| 33 | Automne                                                     | |
| 34 | L'émigrant de Landor Road                                   | Dedicata ad André Billy |
| 35 | Rosemonde                                                   | Dedicata ad André Derain |
| 36 | Le brasier                                                  | Dedicata a Paul-Napoléon Roinard |
| 37 | Je flambe dans le brasier                                   | |
| 38 | Descendant des hauteurs où pense la lumière                 | |
|    | Rhénanes                                                    | |
| 39 | Nuit rhénane                                                | |
| 41 | Mai                                                         | |
| 41 | La synagogue                                                | |
| 42 | Les cloches                                                 | |
| 43 | La Loreley                                                  | Dedicata a Jean Séve |
| 44 | Schinderhannes                                              | Dedicata a Marius-Ary Leblond |
| 45 | Rhénane d'automne                                           | Dedicata a Toussaint-Luca |
| 46 | Les sapins                                                  | |
| 47 | Les femmes                                                  | |
| 48 | Signe                                                       | |
| 49 | Un soir                                                     | |
| 50 | La dame                                                     | |
|    | Fiançailles                                                 | Suite dedicata a Picasso |
| 51 | Le printemps laisse errer les fiancés parjures              | |
| 52 | Mes amis m'ont enfin avoué leur mépris                      | |
| 53 | J'ai eu le courage de regarder en arrière                   | |
| 54 | Pardonnez-moi mon ignorance                                 | |
| 55 | J'observe le repos du dimanche                              | |
| 56 | A la fin les mensonges ne me font plus peur                 | |
| 57 | Au tournant d'une rue je vis des matelots                   | |
| 58 | Templiers flamboyants je brûle parmi vous                   | |
| 59 | Clair de lune                                               | |
| 60 | 1909                                                        | |
|    | À la Santé                                                  | Datata settembre 1911, la suite risale alla breve permanenza in carcere del poeta, a causa dell'infondata accusa del furto della Gioconda |
| 61 | I                                                           | |
| 62 | II                                                          | |
| 63 | III                                                         | |
| 64 | IV                                                          | |
| 65 | V                                                           | |
| 66 | VI                                                          | |
| 67 | Automne malade                                              | |
| 68 | Hôtels                                                      | |
| 69 | Cors de chasse                                              | |
| 70 | Véndemiaire                                                 | |